# Nikolaus-von-Weis-Gymnasium
Das Nikolaus-von-Weis-Gymnasium ist ein Gymnasium in der kreisfreien Stadt Speyer in Rheinland-Pfalz. Benannt ist es nach Nikolaus von Weis (1796–1869), Theologe und von 1842 bis 1869 Bischof der römisch-katholischen Diözese Speyer.

## Geschichte
1953 wurde die Nikolaus-von-Weis-Schule als private Aufbauschule für Mädchen gegründet. Der erste Abiturjahrgang wurde 1959 verabschiedet. Die Schule wird 1975 zum Aufbaugymnasium und führte 1980 die Koedukation ein. Im Jahr 2009 erfolgte die Anerkennung als Schule ohne Rassismus – Schule mit Courage und 2016 die Anerkennung als Europaschule des Landes Rheinland-Pfalz.

## Persönlichkeiten

### Lehrer
- Petronia Steiner (1908–1995), Dominikanerin, Pädagogin und Kirchenlieddichterin, war 1953 Gründungsleiterin des NWG
- Franz-Georg Rössler (1949–2017), Musiker, Komponist, Autor, Künstler, unterrichtete bis 2012 am NWG

### Schüler
- Stefanie Seiler (* 1983), Politikerin (SPD), seit  2019  Oberbürgermeisterin von Speyer
- Janina Fautz (* 1995), Schauspielerin
- Jule Brand (* 2002), Fußball-Nationalspielerin